# 319
Évszázadok: 3. század – 4. század – 5. század
Évtizedek: 260-as évek – 270-es évek – 280-as évek – 290-es évek – 300-as évek – 310-es évek – 320-as évek – 330-as évek – 340-es évek – 350-es évek – 360-as évek
Évek: 314 – 315 – 316 – 317 –  318 – 319 – 320 – 321 – 322 – 323 – 324

## Események

### Római Birodalom
- Constantinus és Licinius császárokat választják consulnak.
- Constantinus megtiltja a rabszolgacsaládok szétválasztását eladásukkor.

### India
- Uralomra kerül I. Csandragupta, a Gupta Birodalom alapítója.

### Kína
- Liu Jao, a hsziungnu vezetésű, észak-kínai állam, Han Csao uralkodója ünnepélyesen fogadja hadvezére, az állam keleti felét ellenőrző Si Lö követségét, de amikor azt a hírt kapja hogy a hadvezér támadásra készül, lemészároltatja a követséget. Si Lö erre kikiáltja függetlenségét és megalapítja a Kései Csao államot.
- Liu Jao feleségül veszi és császárnővé nevezi ki a Csin-dinasztia császárának, Hujnak az özvegyét, Jang Hszian-zsungot. Jang az egyedüli a kínai történelemben, aki két dinasztia császárának is a házastársa.

## Fordítás
- Ez a szócikk részben vagy egészben  a(z)   319 című angol Wikipédia-szócikk ezen változatának fordításán alapul.  Az eredeti cikk szerkesztőit annak laptörténete sorolja fel. Ez a jelzés csupán a megfogalmazás eredetét és a szerzői jogokat jelzi, nem szolgál a cikkben szereplő információk forrásmegjelöléseként.